# Autobahnknoten Gliwice-Sośnica
Der Autobahnknoten Gliwice-Sośnica (polnisch: Węzeł autostradowy Gliwice-Sośnica) liegt südlich der polnischen Stadt Gliwice (deutsch: Gleiwitz) in der Woiwodschaft Schlesien. Er verbindet die polnischen Autobahnen A1 und A4 sowie die Landesstraße 44 miteinander und stellt derzeit den größten Autobahnknoten Polens dar.

## Geschichte

Schema des provisorisches Anschlussstelle Sośnica

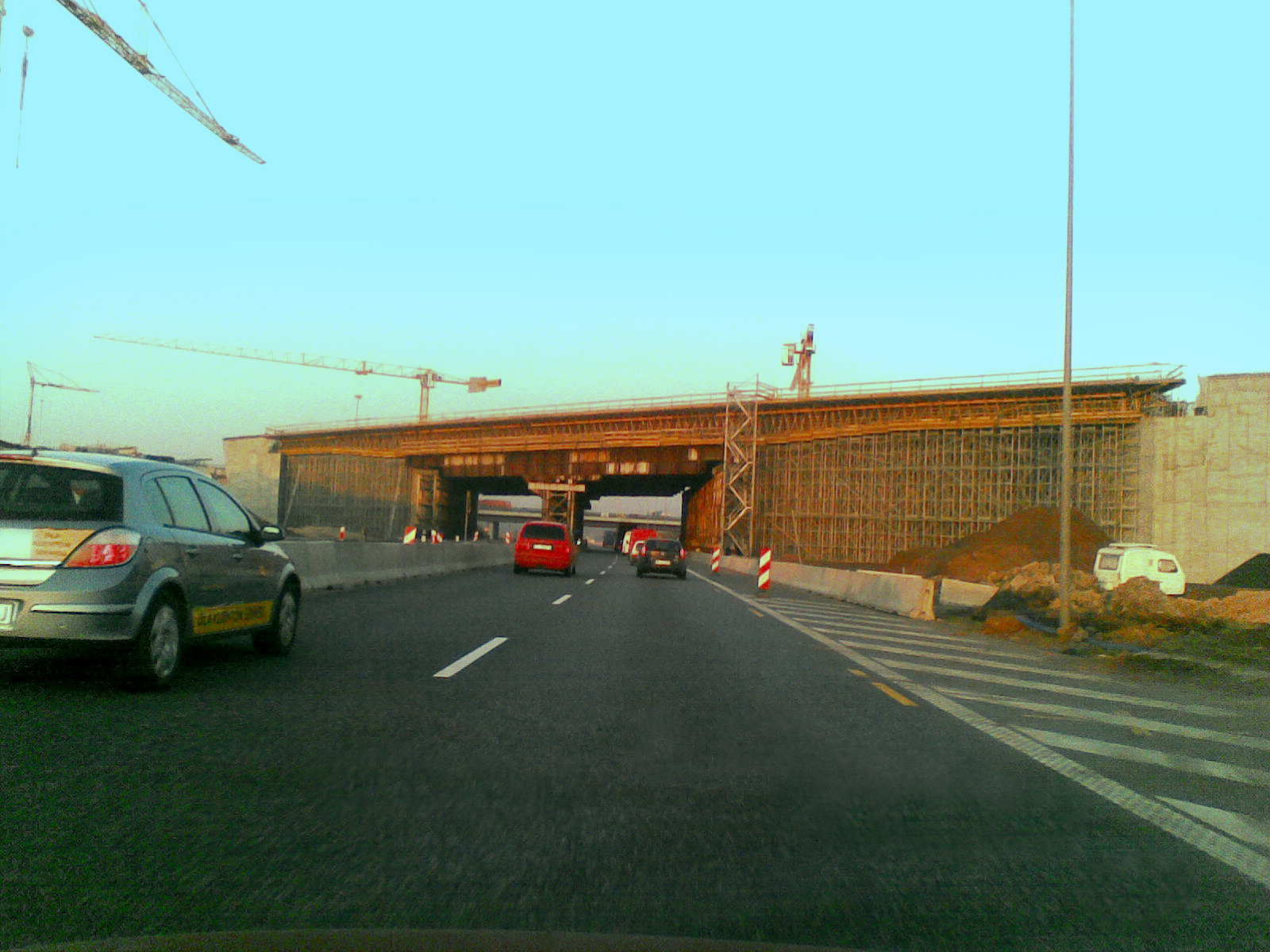
Blick von der A4 aus der Richtung Breslau in Richtung Katowice auf das im Bau befindliche Brückenbauwerk entlang der A1 im April 2009.

Im Oktober 2005 wurde die Lokalisierung der gesamten Strecke der Autobahn A1 sowie des Autobahnknotens in der Woiwodschaft Schlesien beschlossen. Zuvor wurde aber eine provisorische Anschlussstelle unter dem Namen Sośnica eröffnet, die eine Ausfahrt des neu eröffneten Abschnittes der Autobahn A4 zur Nationalstraße 44 ermöglichte. Danach begannen die Planungen der Autobahn A1 und eines höhenfreien und dreistöckigen Autobahnknotens. Am 30. Mai 2008 wurde der Bauvertrag zwischen der GDDKiA und dem griechischen Bauunternehmen J&P Avax unterschrieben. Neben dem Bau des Autobahnknotens, der aus 17 Verbindungsrampen und 16 Brückenbauwerken aufgebaut ist, wurde der Bau eines 2,2 km langen und sechsstreifigen Abschnittes der A1, der sechsstreifige Ausbau der A4 und der vierspurige Ausbau der Landesstraße 44 auf einer Länge von 2,2 Kilometern beschlossen. Die Baukosten wurden auf 853 Mio. Złoty festgelegt. Die Fertigstellung wurde für den Oktober 2009 geplant. Mit der Fertigstellung des Abschnittes der A1 bis Rybnik wurde der Knoten am 23. Dezember 2009 eröffnet. Alle Bauarbeiten wurden erst im Juli 2010 mit der Eröffnung des Tunnels im Verlauf der Landesstraße 44 beendet.

## Aktueller Stand
Seit dem 30. September 2011 kann der Knoten in alle Richtungen befahren werden.
Folgende Richtungen stehen zur Auswahl:
- Autobahn A1 in nördlicher Richtung bis zum Autobahnkreuz Pyrzowice und zum Flughafen Katowice
- Autobahn A1 in südlicher Richtung bis zur Anschlussstelle Świerklany
- Autobahn A4 in westlicher Richtung über Opole, Breslau bis zur deutschen Grenze
- Autobahn A4 in östlicher Richtung über Kattowitz bis nach Krakau
- Landesstraße 44 in nordwestlicher Richtung bis nach Gliwice
- Landesstraße 44 in südöstlicher Richtung über Tychy bis nach Krakau

## Schema
Der Autobahnknoten ist aus einem halben Kleeblatt und aus einer Trompete aufgebaut. Es besteht aus 16 Brückenbauwerken und ist auf drei Ebenen aufgebaut. Die Länge aller Verbindungsrampen und Fahrbahnen beträgt zusammen ungefähr 33 Kilometer.